# Армјанск
Армјанск (рус. Армянск, укр. Армянськ, кт. Ermeni Bazar, Эрмени Базар) град је на Криму (спорно подручје Русије и Украјине), у Републици Крим (према гледишту Русије) односно у Аутономној Републици Крим (према гледишту Украјине). Према процени из 2012. у граду је живело 22.468 становника.

## Становништво
Према процени, у граду је 2012. живело 22.468 становника.
| 1979.  | 1989.  | 2001.  | 2012.  |
| ------ | ------ | ------ | ------ |
| 20.650 | 24.833 | 23.869 | 22.468 |